# Saheb Sarbib
Saheb Sarbib (* 22. März 1944 in Porto als Jean Henri Sarbib) ist ein algerisch-amerikanischer Jazz-Musiker (Bass, Piano, auch: Orgel, Oboe, Bassklarinette, Perkussion), Komponist und Bandleader des Neobop und Avantgarde Jazz.

## Leben
Unter dem Einfluss des Vaters, einem Musiker, begann Sarbib im Alter von 16 Jahren, sich mit dem Kontrabass zu beschäftigen, nachdem er bereits Unterricht in Piano und Perkussion bekam. Er spielte später in verschiedenen Pop- und Beat-Bands in seinem Geburtsland Portugal, darunter das Quinteto Académico. Parallel war er in verschiedenen Jazz-Projekten aktiv. Ab 1970 begann er, sowohl in Lissabon als auch in Paris Musik zu machen. Er zog im weiteren Verlauf ganz nach Paris.
Er lebte von 1973 bis 1977 in Frankreich, wo er eigene Ensembles leitete, denen Musiker wie Daunik Lazro, François Jeanneau, der Schlagzeuger Muhammad Ali sowie Mino Cinelu angehörten. Er siedelte 1977 nach New York City über, wo er eigene Formationen und eine multinationale Big Band leitete, mit Musikern wie Roy Campbell, Jack Walrath, Art Baron, Talib Kibwe, Joe Ford, Jemeel Moondoc, Mark Whitecage und Dave Hofstra. Außerdem spielte er mit Archie Shepp auf dessen Album „Down Home New York“ (1984) und nahm auf dem Soul-Note-Label zwei Alben mit eigenen Kompositionen auf. 1981 entstand „Seasons“ mit Paul Motian und Mark Whitecage; 1984 mit Joe Lovano, Kirk Lightsey und Rashied Ali das Album „It Couldn’t Happen Without You“. Ende der 1980er Jahre verschwand Sarbib aus der Musikszene. Zuletzt hatte er 1990 mit portugiesischen Jazz-Musikern aufgenommen, etwa mit Jorge Lima Barretos und Vítor Ruas Projekt Telectu.

## Stil
Seine Kompositionen und Arrangements sind nach Cook und Morton stark von Charles Mingus, Ornette Coleman und Cecil Taylor beeinflusst; er schuf einen „einzigartigen Ensembleklang, diszipliniert, aber frei“.

## Diskographische Hinweise
- "Live" in Europe. Vol 2. (Marge, 1976)
- UFO! Live on Tour (Cadence Jazz Records, 1979)
- Live at the Public Theater (Cadence Jazz, 1980)
- Aisha (Cadence Jazz, 1981)
- Seasons (Soul Note, 1981)
- Jancin’ at Jazzmania (Jazzmania, 1982)
- It Couldn’t Happen Without You (Soul Note, 1984)